# Gocoup
gocoup(ゴクウ)とは、ブログ「半蔵商店」を運営する宮城半蔵が主宰する電子音楽レーベルとそこで活動する同名ユニットである。本項では、半蔵による音楽プロジェクト「半蔵商店」「tokyo kabuki boys」の作品についても述べる。

## 概要
半蔵商店名義で半蔵商店1周年記念アルバムとして電気グルーヴのサンプリングのみで構成されたアンビエントアルバム、「XVOXX」を発売。そして、そのリミックス版「XVOXX 360」を発売。その勢いで半蔵はCDを作成しようと思う。そして、半蔵商店名義ではなく別名義である「gocoup」と言う名義でレーベルを作り、その名前のユニットで活動することを半蔵商店で発表した。そして、その後、1st singleである「gocoup e.p.」を発売。
以降、アンビエントやドローンなどを基調とした電子音楽を発表し、活発に活動するも、2013年発表の「1902年ライプツィヒの初雪を演算せよ仔兎」以降の音源の発表はなかった。だが、gocoup10周年である2017年、半蔵商店にて新作を制作していることを発表。三年後である、2020年に約六年ぶりのシングル「獅子は交渉しない/獅子は傲慢でよい」がbandcampにて、配信開始した。

## ディスコグラフィ・作品
|      | 発売日     | タイトル                                                                         | 規格番号     | フォーマット      | 備考                                                       |
| ---- | ---------- | -------------------------------------------------------------------------------- | ------------ | ----------------- | ---------------------------------------------------------- |
| 1st  | 2007/7/7   | gocoup e.p.                                                                      | GOCOUP-777   | CD                | 777枚限定生産。                                            |
| 2nd  | 2008/2/2   | snowscape                                                                        | GOCOUP-2     | CD-R              |                                                            |
| 3rd  | 2008/8/8   | 少年タルホと水銀ウサギ                                                           | gocoup.1001  | CD-R              |                                                            |
| 4th  | 2008/12/29 | 30' to 30                                                                        | gocoup.30.30 | CD-R              |                                                            |
| 5th  | 2009/12/29 | gocoupdelic                                                                      | 32XA-gocoup  | CD                |                                                            |
| 6th  | 2010/9/9   | mercury rabbit e.p.                                                              | gocoup.6     | CD-R              |                                                            |
| 7th  | 2011/8/8   | raindrops                                                                        | g.7          | CD-R              | 雨の音のみ収録。 作品の発端は2010/9/28の半蔵商店にて記載。 |
| 8th  | 2011/11/11 | 銀猿ノアール                                                                     | g.111111     | CD-R              |                                                            |
| 9th  | 2012/7/7   | le petit ninja de l'étoile                                                       | gocoup.0     | ファイル(wav/mp3) | 初のファイル配信作品。                                     |
| 10th | 2012/10/10 | 第二次世界大戦以降、王室の数が減った。                                           | gocoup.00    | ファイル(wav/mp3) |                                                            |
| 11th | 2012/11/30 | 霧月、時雨、子鹿、酸素                                                           | gocoup.000   | ファイル(wav/mp3) |                                                            |
| 12th | 2012/12/12 | 少年タルホと月光ウサギ                                                           | gocoup.1002  | CD                |                                                            |
| 13th | 2013/4/2   | ウィーンの菓子屋と子供、そこで櫻。                                               | gocoup.0000  | ファイル(wav/mp3) |                                                            |
| 14th | 2013/12/29 | 1902年ライプツィヒの初雪を演算せよ仔兎                                           | gocoup.1902  | ファイル(mp3/wav) |                                                            |
| 15th | 2020/2/2   | lions won't negotiate / lions can be arrogant｜獅子は交渉しない/獅子は傲慢でよい | (不明)       | ファイル(mp3/wav) | 初のbandcamp配信作品。                                     |

### 参加作品
zatsu(((onn!!!COMPILATIONCD/BRITNEYFUCKEDBUSINESS (2010)

## 作品解説

### gocoup e.p.
gocoupという名義での初の作品。作品発売日が2007年の七夕なので、生産量が777枚限定や777円、規格番号もGOCOUP-777など、7という数字をテーマにしている。また、短冊のようにするため、8cmCDにしている。
また、半蔵商店にて各曲を解説している。
|   | 曲名                         | 解説 |
| - | ---------------------------- | --- |
| 1 | silver monkey monsoon clouds | ニホンザルのみが住む孤島にいる猿が星空を見ているイメージらしい。 全編に流れるストリングスはFLstudio5である。                                                                                |
| 2 | starlit soda squall          | 島の炭酸水の間欠泉が噴き出すことをイメージしているらしい。 制作途中で行き詰まった四つ打ちテクノの曲のフレーズを抜き出し、エフェクトをかけたもの。                                           |
| 3 | astronomical bathing         | 今でも孤島の風呂に猿は温泉に浸かり夜空を見ていると言う設定らしい。 冒頭一分間のシンセサイザー音は65000円もかかって購入したが、すぐに壊れてしまい、25000円で手放したRoland XP-60の音である。 |

### snowscape
春になると忘れてしまう冬の情景を表現した作品。キャッチコピーは「春になると、聞こえなくなる音。」である。
前作の風呂に入る猿のイメージは本作にも続いている。
|   | 曲名                      | 解説                                                         |
| - | ------------------------- | ------------------------------------------------------------ |
| 1 | morning quiet             |                                                              |
| 2 | frozen light              |                                                              |
| 3 | snowballs                 | 半蔵の自信作である。                                         |
| 4 | snowfall mechanism        |                                                              |
| 5 | steamflow                 |                                                              |
| 6 | frosted north             |                                                              |
| 7 | speed of the meteor       | 半蔵商店にて次回作の断片として公開したものであると思われる。 |
| 8 | melting stars in the mist | 裏ジャケットには0:38と書いているが、本当は時間は7:38である。 |

### 少年タルホと水銀ウサギ
ドローンを多用した前作、前々作とはまた違うタイプのアンビエント。音の断片によって構成するという「XVOXX」とも通ずる作品。
タイトルは本人は気に入っているらしいが、納品書に書くときは恥ずかしかったという。
初めてプロモーションでフライヤーを作成した作品。1001秒ピッタリに収録してある。
|   | 曲名                                                                     | 解説 |
| - | ------------------------------------------------------------------------ | ---- |
| 1 | 物質は踊る ～新月の夜、研究室、火花を撮影せよ                            |      |
| 2 | タルホとゴクウの天体観測 （シガレットの火をα、ガス燈をβ、水星をγとして） |      |
| 3 | ゴクウとタルホの夜間飛行 （ステッドラー、ポラロイド、あるいは）          |      |
| 4 | 東へ急げ水銀ウサギ                                                       |      |

### 30' to 30
15分ピッタリのドローン作品の曲を2曲収録した30分ピッタリの作品。
半蔵が30歳であることを記念して作成した作品。タイトルの意味は「30歳までの30分間」。
ジャケットはNotoの「Time...Dot」のパロディ。
|   | 曲名    | 解説                                   |
| - | ------- | -------------------------------------- |
| 1 | 15' 00" |                                        |
| 2 | 15' 00" | 一曲目と同じタイトルであるが、別内容。 |

### gocoupdelic
至るどころにYMOのTECHNODELICのオマージュ、パロディがされている。キャッチコピーは「いわゆらないGOCOUPDELIC」であり、TECHNODELICの「いわゆるTECHNODELIC」のパロディである。
|   | 曲名                             | 解説                                                       |
| - | -------------------------------- | ---------------------------------------------------------- |
| 1 | susie wong and shanghai pierrots | 曲名が「中国女」の歌詞のパロディである。                   |
| 2 | solid state tokyo rose           | 曲名が「ソリッドステートサヴァイヴァー」のパロディである。 |
| 3 | seagull music, owl plans         | 曲名が「音楽の計画」のパロディである。                     |
| 4 | bloom                            | 曲名が「loom」のパロディである。                           |

### mercury rabbit e.p.
前々々作の「水銀ウサギ」というテーマが本作にも取り入れられている。
ドローン一曲とその他一曲。
|   | 曲名                    | 解説 |
| - | ----------------------- | ---- |
| 1 | sleepy mercury rabbit   |      |
| 2 | sleeping mercury rabbit |      |
| 3 | his mercury goldfish    |      |

### raindrops
60分間丁度に効果音CDなどから切り取った雨音のみで構成された作品。厳密には電子音楽ではない。過去の作品や別の人の作品と合わして聞くべきと言っている。アンビエントは環境音楽も含むため、アンビエントではある。左右両方のチャンネルから別の雨音が再生される場合もある。
一曲収録である。
また、この企画は、前述にもある通り、半蔵商店の2010/9/28のエントリー、「雨DJ」にこれを着想したような記述がある。

### 銀猿ノアール
ノンビートドローンが二曲収録されているアルバム。
タイトルの元でありそうな記述が半蔵商店2010/10/2のエントリー「銀猿ノアール、アメリカの広告」でされている。
|   | 曲名                               | 解説 |
| - | ---------------------------------- | ---- |
| 1 | アントワープの銀猿ノアール         |      |
| 2 | サンクトペテルブルグの銀猿ノアール |      |

### le petit ninja de l'étoile
gocoup設立五周年記念で制作された作品。また、それを記念して始めてのファイル配信での発表となった。録音された素材をエディットしていくこれまでの手法ではなく、10分強のライヴレコーディングの前後をカットしたほぼ一発取りのトラック。
素材となった音源は2011/11に制作し、録音と編集とマスタリングは2012/7の行われた。
タイトルの由来は「星の王子様」を意識した「星の子忍者様」である。
キャッチコピーは「（ほぼ）ライブ・レコーディング。涼やかに浮遊する電子音（楽）。」
|   | 曲名                       | 解説 |
| - | -------------------------- | ---- |
| 1 | le petit ninja de l'étoile |      |

### 第二次世界大戦以降、王室の数が減った。
ファイル配信作品第二弾。キャッチコピーは「電子音と非・電子音の断片をうつろう＜非ミニマル＞なドローン。」である。キャッチコピーの通り、ドローン作品である。
また、至る所にサンプリングがされている。
|   | 曲名                               | 解説 |
| - | ---------------------------------- | ---- |
| 1 | 第二次大戦以降、王室の数が減った。 |      |

### 霜月、時雨、子鹿、酸素
ファイル配信作品第三弾。
キャッチコピーは「電子音の反復が織りなす、書かれないことを試みる童話。」。
テーマは架空の1960年出版に絵本のサウンドトラックに主録されていない曲や1960年の架空の児童向け非国営テレビのテレビ映画の挿入歌でない曲をイメージした作品。
|   | 曲名                   | 解説 |
| - | ---------------------- | ---- |
| 1 | 霜月、時雨、子鹿、酸素 |      |

### 少年タルホと極光ウサギ
久し振りのCD作品。「少年タルホと水銀ウサギ」の続編的作品。「少年タルホと水銀ウサギ」と同様、音の断片によって構成されている。キャッチコピーは「僕達みんな、科學の子。」であり、テーマは「
文学少年に恋しない科学少年の為の4曲入りE.P.。」。
2012/12/20から同月26日にかけて、半蔵商店にて本作を説明しているのであろう小説のようなもの、「gocoup.1002に関する」という文章が発表される。
|   | 曲名                                                                                     | 解説 |
| - | ---------------------------------------------------------------------------------------- | --- |
| 1 | チョコレット彗星、突如                                                                   | |
| 2 | パリ、戦前、科学[タルホノヒカリ(α)] 広告 ブエノスアイレス、降水、琥珀[タルホノヒカリ(β)] | |
| 3 | 亡き王子のための                                                                         | |
| 4 | 極光ドロップス（ゴクウ博士の非破壊検査による）                                           | 「gocoup.1002に関する」で主人公がなめたペパーミント・グリーンの飴に収録された音源という設定であると推測される。 |

### ウィーンの菓子屋と子供、そこで櫻。
ファイル配信作品第四弾。
ドローン作品。意匠は未だに発表されていない。
|   | 曲名                             | 解説 |
| - | -------------------------------- | ---- |
| 1 | ウィーンの菓子屋と子供、そこで櫻 |      |

### 1902年ライプツィヒの初雪を演算せよ仔兎
ファイル配信作品第五弾。
意匠は未だに発表されていない。
ジャケットデザインが8cmCDの形であるが、決して8cmCDではない。
後半にカップヌードルのCMがサンプリングされている。
|   | 曲名                                   | 解説 |
| - | -------------------------------------- | ---- |
| 1 | 1902年ライプツィヒの初雪を演算せよ仔兎 |      |

### lions won't negotiate / lions can be arrogant | 獅子は交渉しない/獅子は傲慢でよい
約六年ぶりである、15作目。
gocoupが10周年の年であった2017年に音源が制作されていることが半蔵商店にて発表され、三年が経ち、bandcampにて配信を開始した。ちなみに、gocoupのbandcampでの配信はこの作品が初めてである。
マスタリングはTaylor Deupreeが担当した。
|   | 曲名                                   | 解説                                                                                                   |
| - | -------------------------------------- | --- |
| 1 | lions won't negotiate 獅子は交渉しない | ノイズを基調とした楽曲。                                                                               |
| 2 | lions can be arrogant 獅子は傲慢でよい | 「第二次世界大戦以降、王室の数が減った。」を彷彿とされる、シンセサイザーの音がループするアンビエント。 |

## 主宰や出演したイベント・ライブ
半蔵商店名義で出演したものも含む。
主宰したイベントはタイトルの左に*をつける。
2005/6/11 - テクニカラー2
2005/8/9 - 嵐の獣。24回目
2005/9/3 - テクニカラー3
2006/2/18 - 草
2006/7/29
2008/2/18 - WIRELESS FINAL!
2008/9/6 - quiet laboratory 1.0*
2010/1/22 - quiet laboratory 1.1*
2010/8/28 - Rycom disco night*
2013/7/26 - Hanazawa Knight Scoop
2016/10/22 - Parking Area Special

## tokyo kabuki boys
2018年7月1日、突然ユニットの活動開始と1st album「tokyo kabuki boys [VHS]」の配信が発表された。ジャンルはvaporwaveであり、作品は全てBandcampで公開される。